# Aileen Hernandez
Aileen Hernandez, född Clarke 23 maj 1926 i New York, död 13 februari 2017 i Tustin, Kalifornien, var en amerikansk feminist. 
Hernandez var länge engagerad i arbetar- och medborgarrättsrörelserna. Hon utsågs 1965 av Lyndon Johnson till ordförande i Equal Opportunity Commission, men avgick snart på grund av frustration över byråkrati och brist på framsteg.  Hon var en av grundarna av National Organization for Women (NOW) och var 1970–1971 dess ordförande. Hon försökte under denna tid att förändra bilden av denna organisation från att vara elitistisk och medelklassmässig och till att bli mer relevant för arbetarkvinnor. År 1973 grundade hon organisationen Black Women for Change, vilken engagerade sig i könsdiskrimineringsfall och startade en feministisk kreditkassa.